# Imamato di Futa Toro
L'Imamato di Futa Toro (arabo: إمامة فوتة تورو; fula: Imaama Futa Toro) è stato una monarchia teocratica dell'Africa occidentale, fondata dai popoli di lingua fula (Fulɓe e Toucouleur) nella media valle del fiume Senegal, nella regione conosciuta come Futa Toro.
Seguendo la tendenza del jihad fulani tra la fine del XVII e l'inizio del XVIII secolo, il leader religioso Sulayman Bal guidò una campagna militare nel 1776. Il suo successore, l'espansionista Abdul Kader, sconfisse i vicini emirati di Trarza e Brakna e con la sua morte nel 1806, il potere divenne decentralizzato. tra alcune famiglie dell'élite torodbe. Minacciata sia dall'espansione dell'Impero Toucouleur che da quella francese a metà del XIX secolo, Futa Toro fu infine annesso da questi ultimi nel 1859. Negli anni '60 dell'Ottocento, il potere dell'Almamy divenne nominale e lo stato fu ulteriormente indebolito quando un'epidemia di colera uccise un quarto della sua popolazione nel 1868.